# Himne de la República Socialista Soviètica de Letònia

Bandera de la República Socialista Soviètica de Letònia.

L'Himne de la República Socialista Soviètica de Letònia (en letó: Latvijas Padomju Sociālistiskās Republikas himna) va ser l'himne nacional de Letònia quan es tractava d'una república de la Unió Soviètica coneguda com l'RSS de Letònia.

## Història
La música va ser composta per Anatoly Lepin, i la lletra va ser escrita per Fricis Rokpelnis i Jūlijs Vanags.

## Lletra
| Letó | Rus (no oficial) |
| --- | --- |
| Šai zemē visdārgā mēs brīvību guvām, Te paaudžu paaudzēm laimīgam dzimt, Te šalc mūsu jūra, te zied mūsu druvas, Te skan mūsu pilsētas, Rīga te dimd. Koris: Padomju Latvija mūžos lai dzīvo, Spoža lai Padomju vainagā mirdz! Mēs cēlāmies, verdzības važas lai rautu, Par gadsimtu cīņām ik vieta vēl teic. Vien biedros ar diženās Krievzemes tautu Mēs kļuvām par spēku, kas pretvaru veic. Koris Pa Ļeņina ceļu uz laimi un slavu Ar Oktobra karogu iesim mūždien. Mēs sargāsim Padomju Tēvzemi savu Līdz pēdējai asiņu lāsei ikviens. Koris (2x) | Свободен навеки народ наш счастливый, Путь светлый для всех поколений открыт. Шумит наше море, цветут наши нивы, В семье городов наша Рига гремит. Припев: Славься, Советская Латвия наша, Ярко в созвездии республик сияй! Не раз мы за волю ходили походом, Бесправия цепи пытались разбить, Лишь в дружбе незыблемой с русским народом Смогли мы неправду и зло победить. Припев Под знаменем Ленина к счастью и славе Путем Октября мы победно идем. Верны мы великой Советской державе И кровь за нее, если надо, прольем! Припев (2х) |